# Aphyosemion ecucuense
Aphyosemion ecucuense är en fiskart som först beskrevs av Sonnenberg 2008.  Aphyosemion ecucuense ingår i släktet Aphyosemion och familjen Nothobranchiidae. Inga underarter finns listade i Catalogue of Life.